# Piercia dibola
Piercia dibola là một loài bướm đêm trong họ Geometridae.